# 宿曜占星術

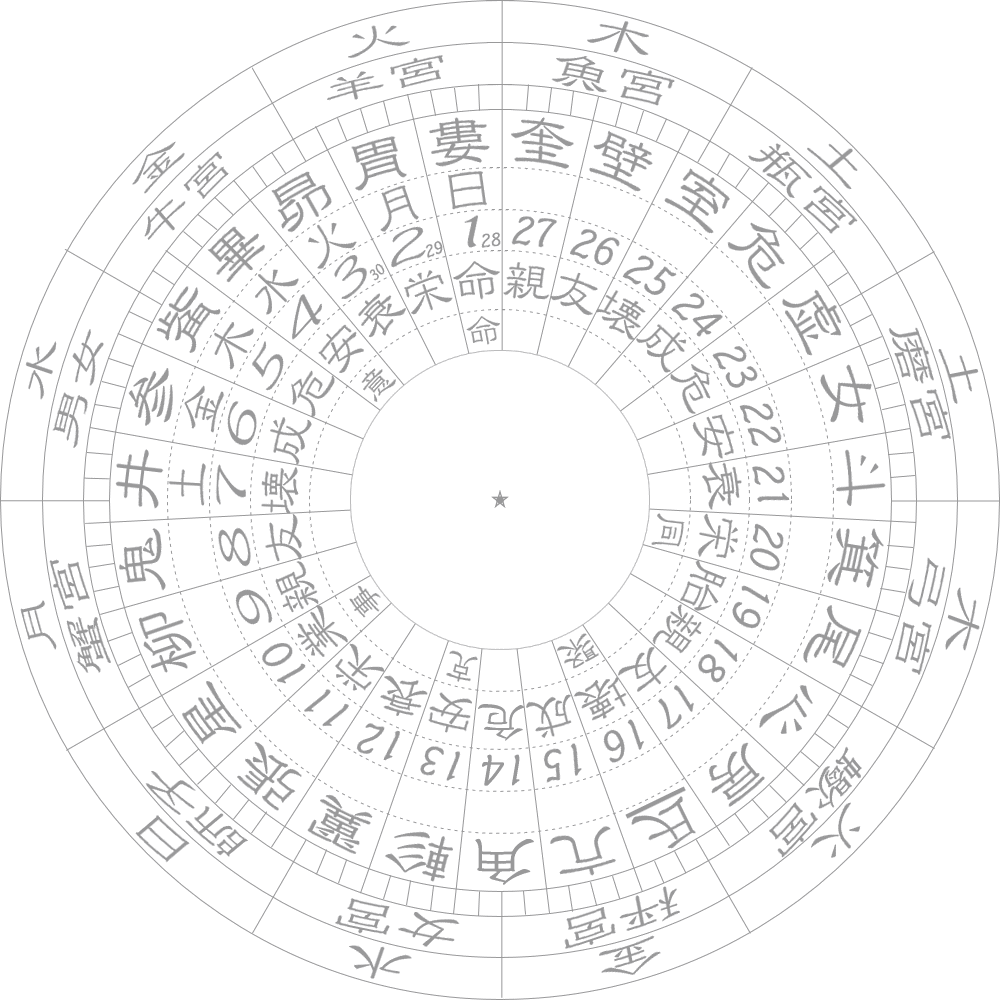
宿曜盤

宿曜占星術（すくようせんせいじゅつ、しゅくようせんせいじゅつ）とは、インド占星術をベースにした日本の占星術。

## 占星術
月の周期（白道）を27の宿（カテゴリー）と宿道十二宮（黄道十二宮に近似）に分け、月の状態によって人の性質や吉凶、また、吉凶となる日を占うものである。
暦は旧暦で詠む、智慧の菩薩である、文殊菩薩が28の宿をつくり、暦を完成させたと伝えられている。
作られたのは二十八宿だが、二十七宿で占うことが一般的であり、この場合、牛宿を抜いて二十七宿とする。
太陽の運行を中心として黄道十二宮を配する西洋占星術と、月の運行を中心として宿曜十二宮を配する宿曜占星術は対照的なものとなっている。
一週間の曜日の語源ともなっている。

## 起源
弘法大師の空海が翻訳、もたらした宿曜経（「文殊師利菩薩及諸仙所説吉凶時日善悪宿曜経」）を密教徒などが研究した占星術。
道教の概念も取り入れられており、宿曜経そのものは唐で完成したのではないかと言われる。
この占星術をなりわいとするものを宿曜師、この占星術を宿曜道と呼び、すでにあった陰陽道の陰陽師と勢力を二分した。
織田信長も宿曜道を戦に用いたとか、徳川幕府はこれを禁じたとも活用したとも伝えられる。

## 細川九曜紋
細川氏は九曜をモチーフにした家紋を用いた。

## 宿曜道の神
宿曜の本尊
- 文殊菩薩

北斗七星
- 破軍星（はぐんしょう）
- 武曲星（むごくしょう）
- 廉貞星（れんじょうしょう）
- 文曲星（もんごくしょう）
- 禄存星（ろくぞんしょう）
- 巨門星（こもんしょう）
- 貪狼星（とんろうしょう）

九曜
- 月曜星
- 火曜星
- 水曜星
- 木曜星
- 金曜星
- 土曜星
- 日曜星
- 計都星（ケートゥ）
- 羅睺星（ラーフ）

十二宮
女宮、獅子宮、蟹宮、秤宮、夫妻宮、蝎宮、牛宮、弓宮、白羊宮、摩宮、瓶宮、魚宮 
二十八宿
昴宿、畢宿、觜宿、参宿、井宿、鬼宿、柳宿、星宿、張宿、翼宿、軫宿、角宿、亢宿、氐宿、
房宿、心宿、尾宿、箕宿、斗宿、牛宿、女宿、虚宿、危宿、室宿、壁宿、奎宿、婁宿、胃宿